# Siegmund Auerbach

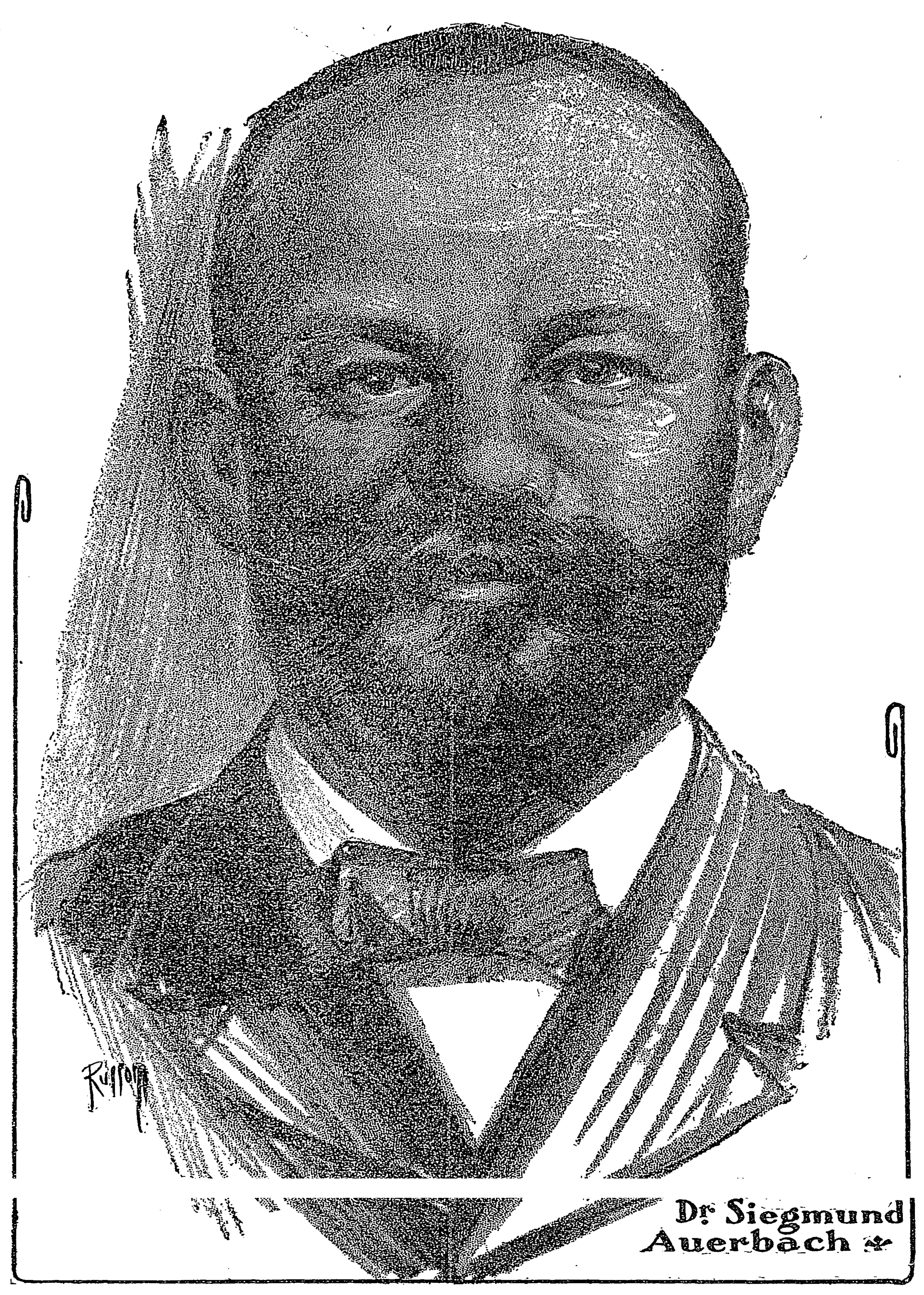
Porträt von Siegmund Auerbach um 1912

Siegmund Auerbach (geboren 29. April 1866 in Nordhausen (Thüringen); gestorben 11. Juli 1923 in Frankfurt am Main) war ein deutscher Neurologe.

## Leben
Siegmund Auerbach war ein Sohn des Ehepaars Clara und Samuel Auerbach. Samuel Auerbach war als Rabbiner in Elberfeld tätig. Auerbach war ein Schwager von Ludwig Edinger. Nach einem Medizinstudium in Marburg, Würzburg, München, Berlin und Wien folgte 1890 seine Approbation. Bei Otto von Bollinger promovierte er in München. 
Von 1890 bis 1892 war er Assistent bei Ludwig Rehn. 1892 ließ er sich als Arzt nieder. 1895 heiratete er Clara Goldschmidt, deren Schwester Anna die Frau des Arztes Ludwig Edinger wurde. Aus der Ehe mit Clara Goldschmidt gingen zwei Töchter hervor, die 1895 geborene Emma Gertrud, die später den Juristen Robert Marx heiratete, und die im Jahr 1900 geborene Lotti Helene, später verheiratete Sternau. Ludwig Edinger bewegte Auerbach dazu sich auf Neurologie zu spezialisieren.
Auerbach legte das preußische Gerichtsarztexamen ab und wurde 1907 Sanitätsrat. Er war unter anderem ein Kopfschmerzexperte und forderte ein Reichsgesetz gegen die Gesundheitsschädigung durch Lärm.
In Frankfurt, wo er als niedergelassener Arzt arbeitete, wurde er 1912 Vorstand der Poliklinik für Nervenkranke. Im selben Jahr besuchte er erstmals die USA, um am Congress on Hygiene and Demography in Washington, D.C. teilzunehmen; er reiste mit der Cincinnati von Hamburg aus an.
In der New York Times vom 27. Oktober 1912 erschien ein mehrspaltiger Artikel unter der Überschrift German neurologist tells why we are so nervous; darin wird Auerbach als „keen-eyed, energetic man of middle ages“ beschrieben, der sich sofort auf sein Thema gestürzt habe: Neben dem Lärm habe er speziell in Amerika den schlechten und unhygienischen Zustand der Straßen und die unzureichende Lüftung in den Hotels als gesundheitsschädlich bemängelt, ebenso die offenen Müllwagen und die ratternden Eisen- und Hochbahnen. Außerdem wollte er festgestellt haben, dass es in seinem Gastland mehr Neurastheniker gab als in Deutschland, wo man soeben mit dem Experiment begonnen habe, diese getrennt von anderen Kranken in Sanatorien zu behandeln, woraufhin sie rasch wieder arbeitsfähig würden. Auf sein Spezialgebiet, den Lärm, zurückkommend, entwickelte er gegenüber den Reportern dann offenbar noch Vorschläge, die einen Hotelaufenthalt angenehmer machen sollten. Abgesehen von lichtdichten Vorhängen oder Läden, ausreichender Belüftung und Abschottung von Lärmquellen wie Musikzimmern plädierte er für eine schwarze Liste, auf der ungezogene und lärmende Gäste aufgeführt werden sollten, die dann in keinem Hotel mehr aufgenommen werden sollten. Schließlich schnitt er gegenüber der Zeitung noch ein Thema an, dessen öffentliche Diskussion in den USA damals noch als Tabu galt, und erklärte, Geschlechtskrankheiten seien durch Mittel wie Salvarsan nie ganz auszurotten; Prävention sei das Mittel der Wahl.
Auerbach sezierte angeblich die Gehirne von fünf großen Musikern seiner Zeit und stellte dabei Abweichungen von der Norm fest.
Auerbachs erste Frau starb 1916. Er soll 1922 oder 1923 noch einmal geheiratet haben. Die zweite Ehefrau war laut Stadtarchiv Heilbronn Hannchen Lissmann oder Lißmann, die in der Heilbronner Kaiserstraße ein Hutgeschäft betrieb. Laut einer Familienchronik handelte es sich um Hannchen Hermine Barasch, geb. Lissmann, Tochter von Hermann Lissmann und Julie Kallmann, die 1874 in Koblenz geboren wurde und 1932 in Frankfurt starb.
In der Ausstellung 36 Stifter für eine Idee der Johann Wolfgang Goethe-Universität Frankfurt am Main 2014 ist eine Station Siegmund Auerbach gewidmet.